# 신스구 (우루무치시)

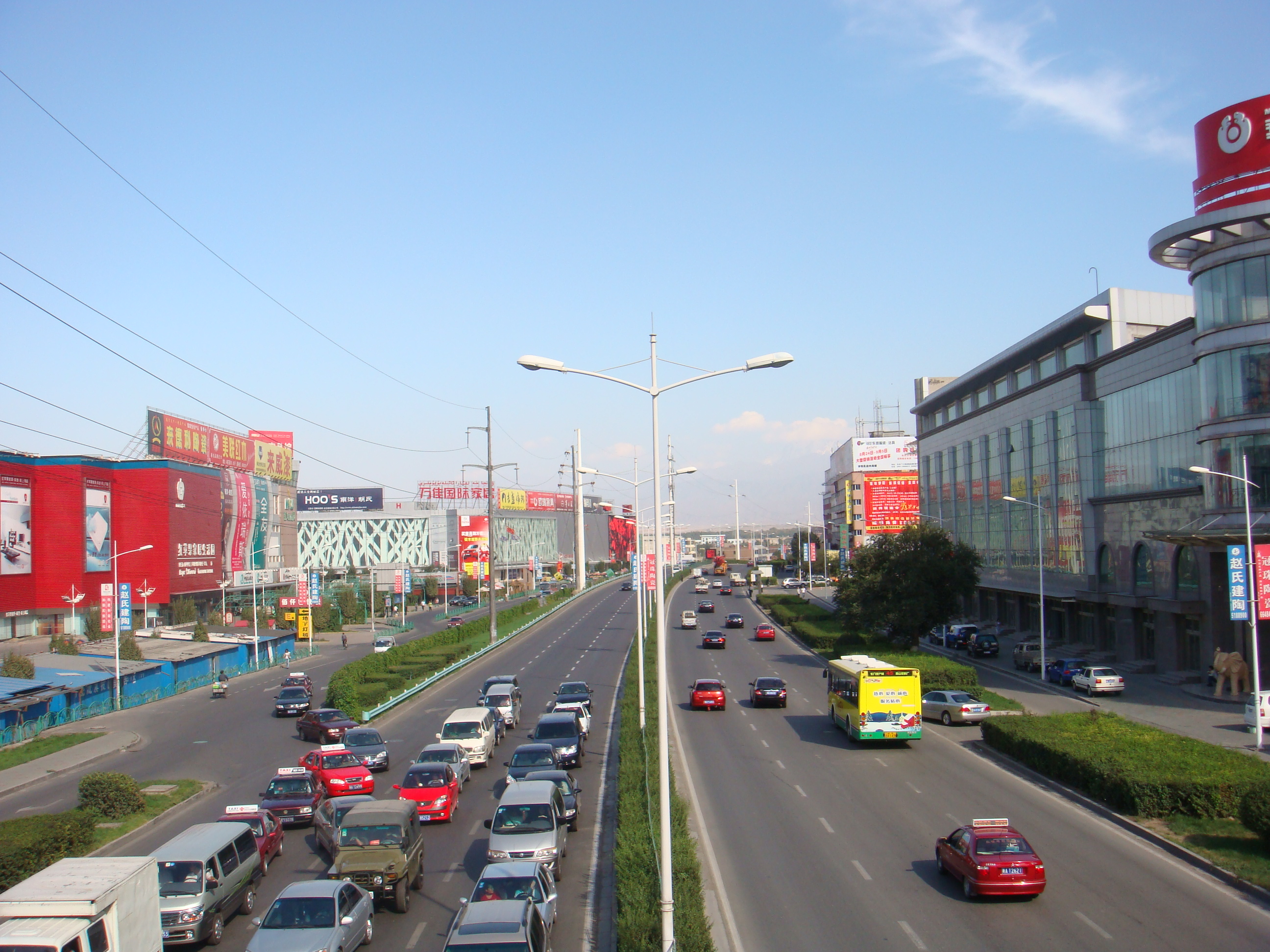

신스구(위구르어: يېڭىشەھەر رايونى 옝기사하르 구, 중국어: 新市区, 병음: Xīnshì Qū)는 신장 위구르 자치구 우루무치 시의 현급 행정구역이다. 넓이는 143km2이고, 인구는 2007년 기준으로 480,000명이다. 우루무치 디워푸 국제공항이 있다.

## 행정 구역
18개 가도를 관할한다
- 가도변사소: 北京路街道、二工街道、三工街道、石油新村街道、迎宾路街道、喀什东路街道、八家户街道、银川路街道、南纬路街道、杭州路街道、鲤鱼山街道、百园路街道、正扬路街道、机场街道、友谊路街道、高新街街道、长春中路街道、十二师养禽场街道；二工乡、地窝堡乡、青格达湖乡、六十户乡；安宁渠镇。